# Luxembourgs håndboldlandshold (damer)
Luxembourgs håndboldlandshold er det luxembourgske landshold i håndbold for kvinder som også deltager i internationale håndboldkonkurrencer.
Holdet har endnu ikke deltaget i EM eller VM i håndbold. Landsholdet første officielle kamp var den. 10. juni 2017 mod Guinea, som de tabte 23-24 og har pr. marts 2022 spillet i alt 14 officielle landskampe.